# 미국자리공
미국자리공(영어: American pokeweed, poke sallet, dragonberries)은 자리공과에 속하는 독성을 가진 여러해살이 풀이다.

## 생태
키가 1m 이상이고 2.4m까지 자란다. 꽃은 여름에서 가을에 걸쳐 총상꽃차례를 이루면서 피는데 작고 흰색이며, 5개의 꽃잎을 가지고 있다. 수술은 10개가 있고, 암술은 10개의 심피로 이루어져 있다. 열매는 이삭을 이루고 있어 익으면 늘어지게 된다.

## 사진

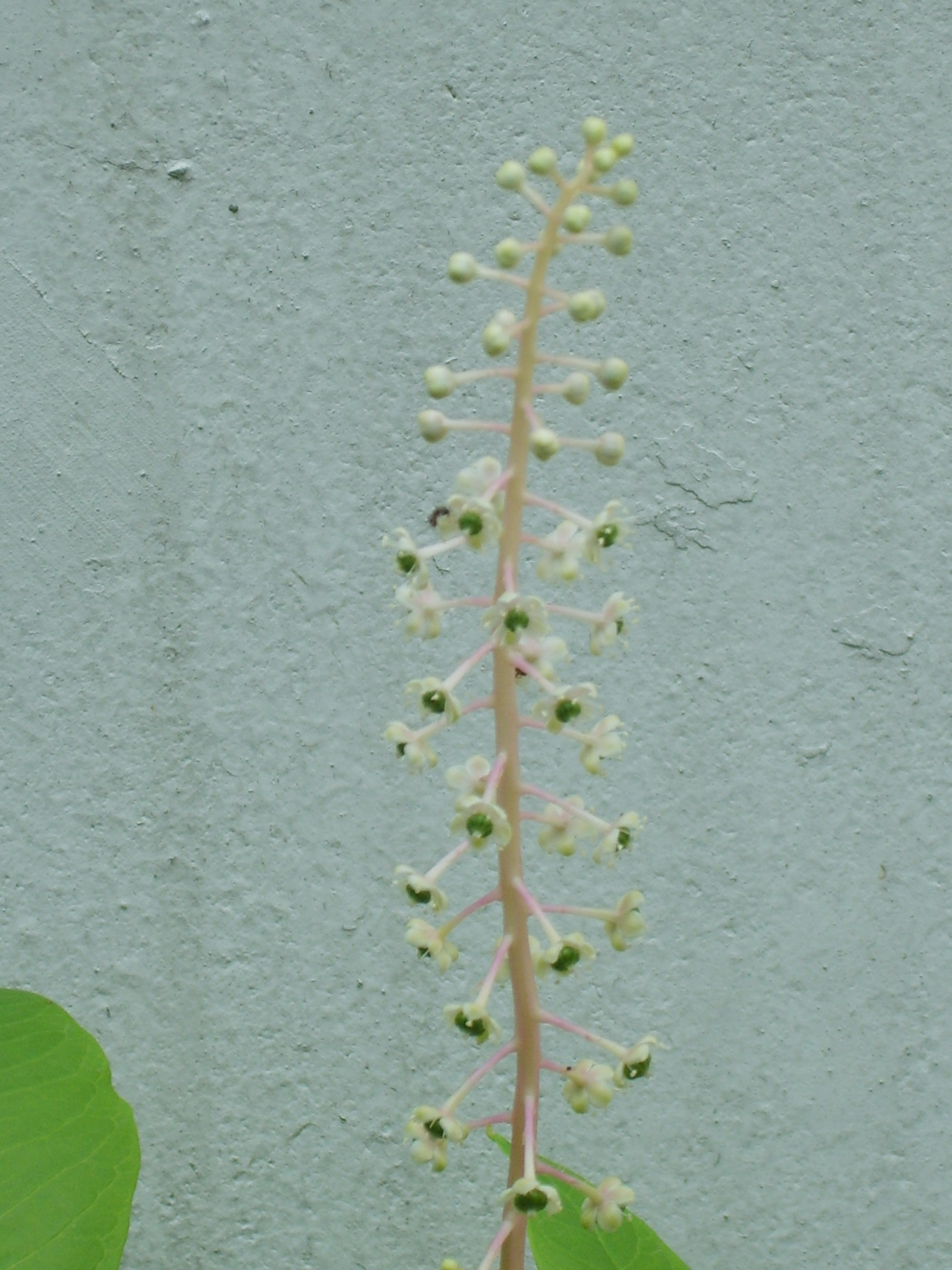
꽃차례
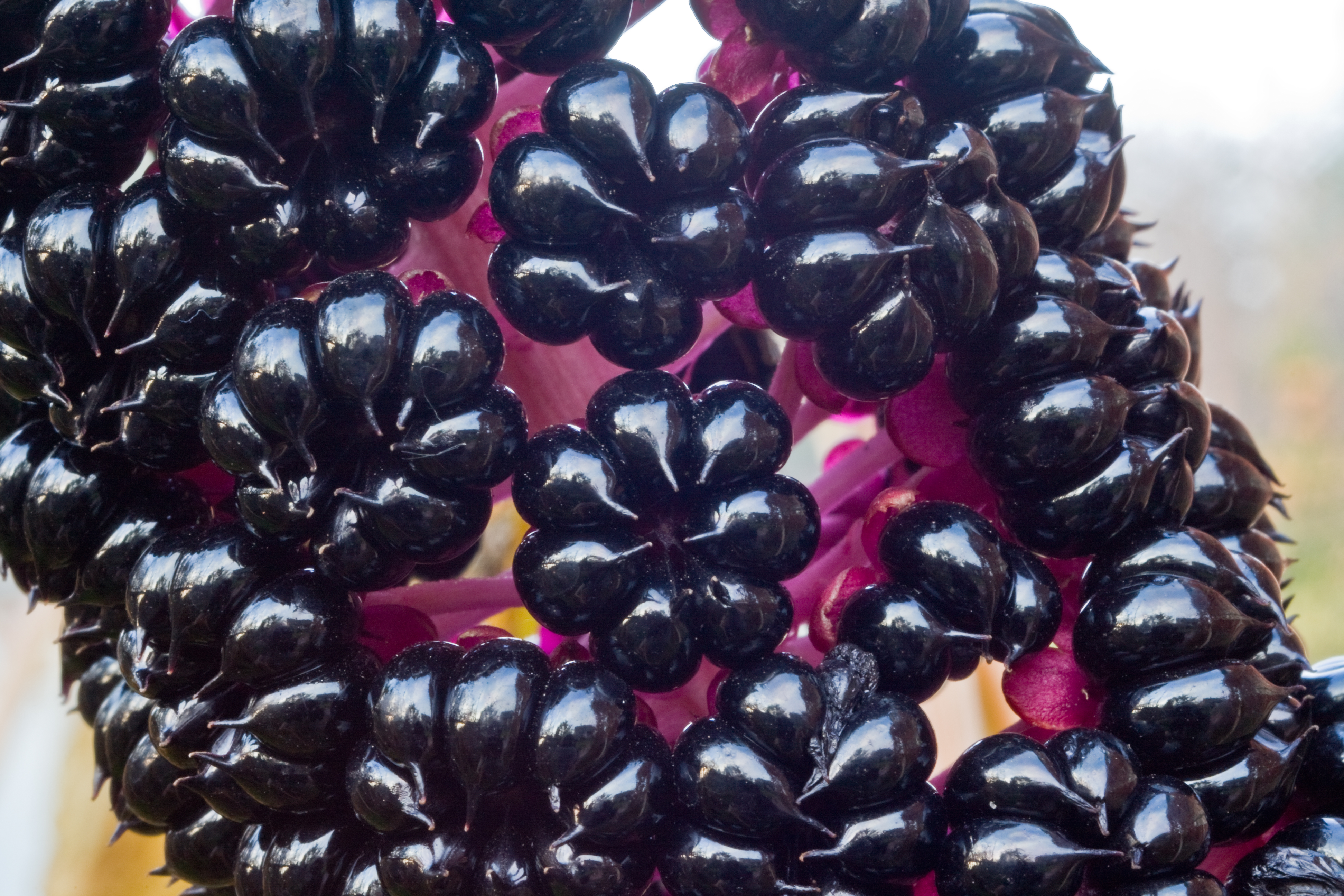
열매
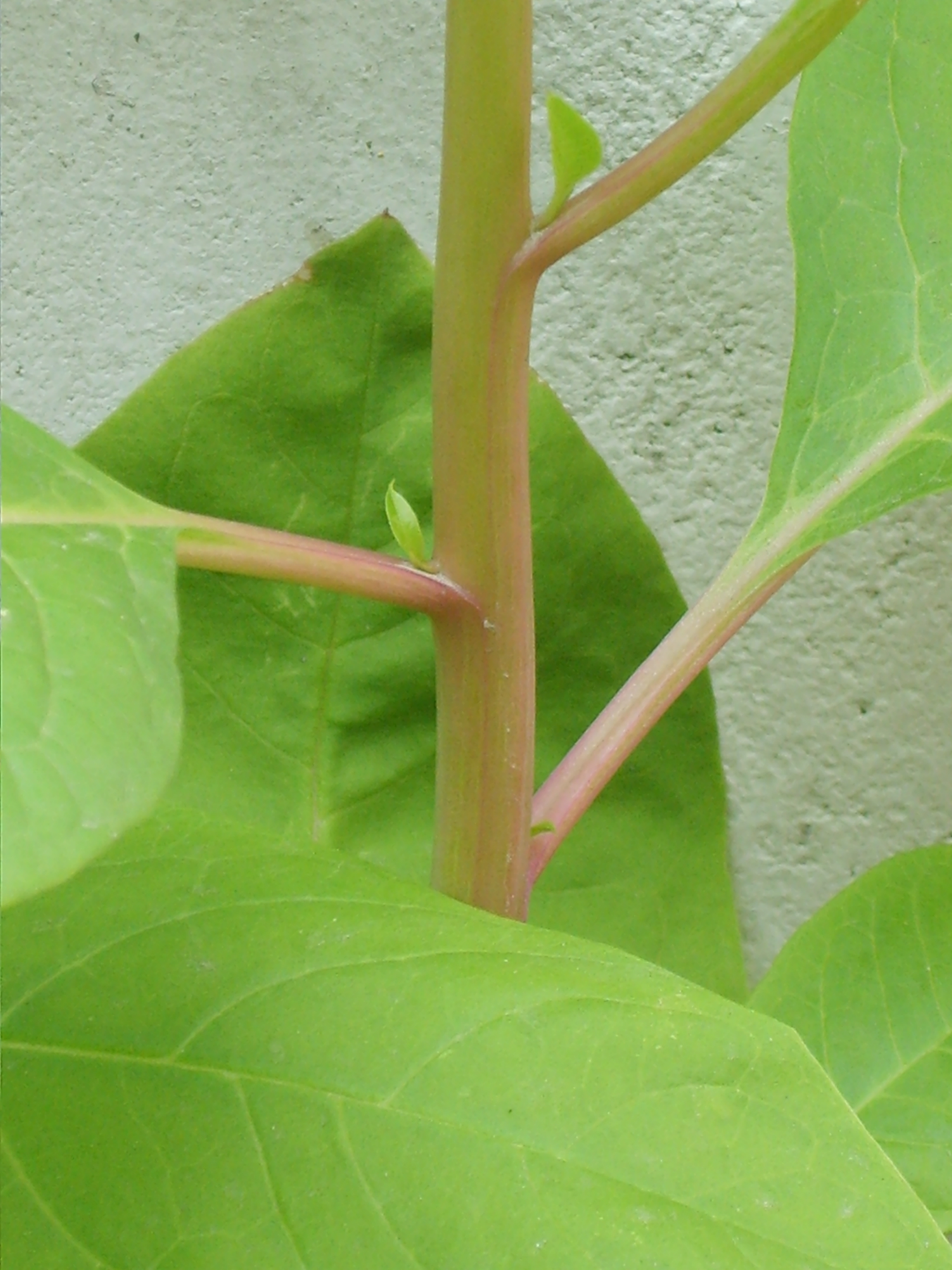
줄기. 붉은 기운이 돈다.